# كارلا أوتشوا
كارلا أوتشوا (بالإسبانية: Carla Ochoa)‏ هي عارضة تشيلية، ولدت في 21 مارس 1968 في سانتياغو في تشيلي.

## وصلات خارجية
- كارلا أوتشوا على موقع IMDb (الإنجليزية)
- كارلا أوتشوا على موقع قاعدة بيانات الفيلم (الإنجليزية)